# Van Rechem (familie)

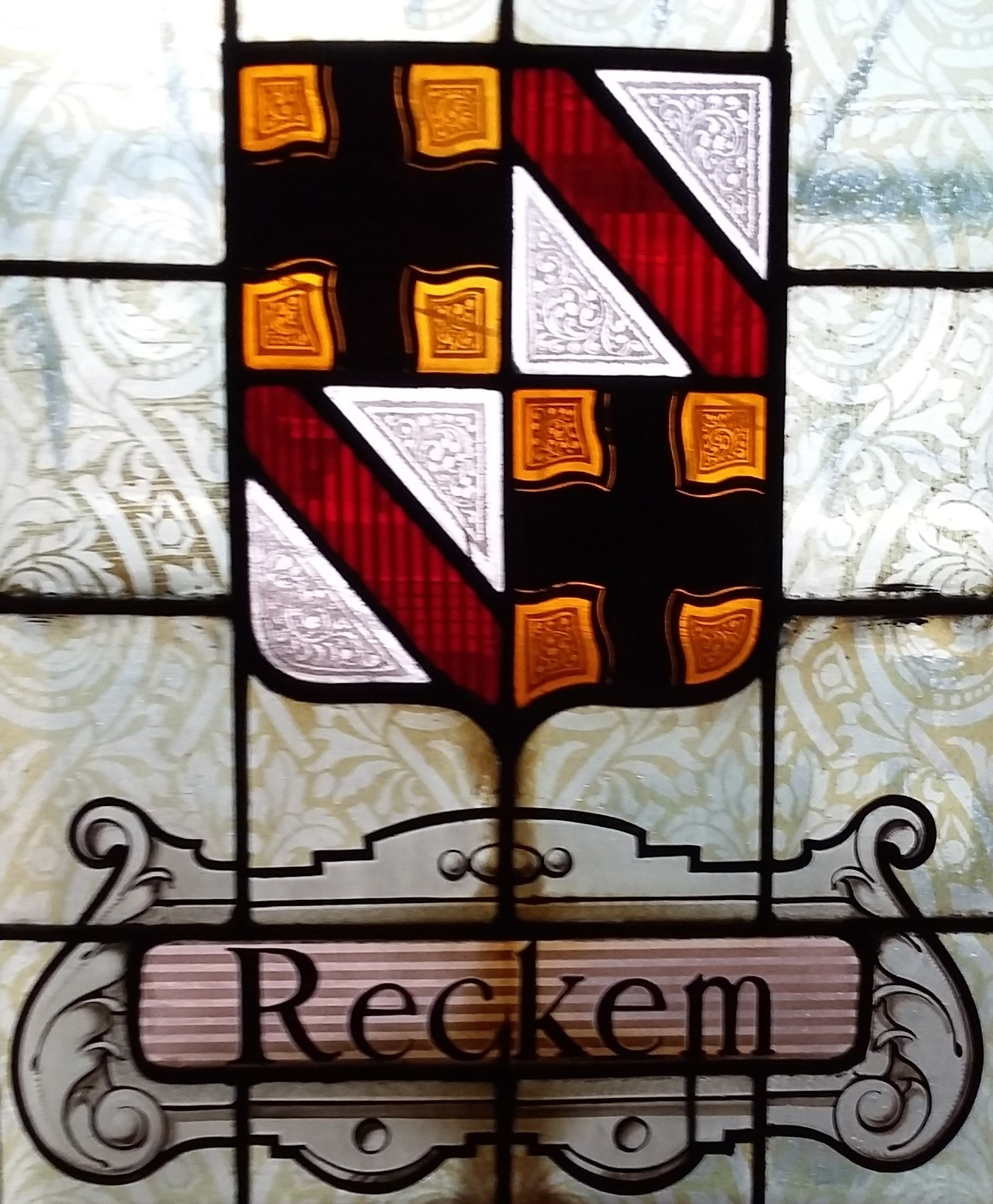
Glasraam met wapen van grondgebied Reckem-Rekkem. Afgeleid van het wapen van de familie van Haynin.

Van Rechem, van Reckem en hun Franstalige varianten zijn de namen van eenzelfde Zuid-Nederlandse adellijke familie met oorsprong in het West-Vlaamse Rekkem nu deelgemeente van Menen.

## Geschiedenis
De oudste bron uit 1205 betreft Iohannes de Rechem te Rekkem. Een echte stamboom is te vinden vanaf Gilles van Rechem de eerste heer van de plaatselijke heerlijkheid ten Bulcke. Na een paar generaties behaalde een tak de titel burggraaf van Oudenaarde.
De familie is vermoedelijk betrokken via het verstrekken van grond of middelen bij het ontstaan in of voor 1163 van de parochiekerk van Sint-Niklaas. Dit is de Romaanse driebeukige kruiskerk die tot de Franse Revolutie gewijd was aan Onze-Lieve-Vrouw en nu bekend staat als de parochiekerk Sint-Niklaas. In een latere eeuw zijn ze gekend als schenker van gronden aan de Augustijnenabdij van Zonnebeke als aflaat voor Gillis van Rechem en zijn gezin.

## Stamboom
- 1205 Iohannes van Rechem

...
- 1365 Gilles van Rechem, (voor 1323-1370)[1] ridder van Jeruzalem, de eerste heer van het afgesplitste ten Bulcke.[2][3] Hij was gehuwd met Maria van Steelant en ook Margareta vrouwe van ten Dale wordt vernoemd.[4] Gillis was tussen 1401 en 1407 baljuw van Erpe-Mere. [5]
  - Daniel van Rechem (geboren tussen 1353 en 1373), huwde met Anne van Massemen van Rasseghem en kocht de aangrenzende Heerlijkheid Ter Hagen.[4]
    - Olivier van Rechem in 1388, huwde met Barbara van Halewijn
    - Catharina Van Rechem (geboren tussen 1275 en 1335), gehuwd met Wouter Van Grysperre
      - Guillaume - Willem van Rechem (????-????), huwde in 1408 met Alix van Hermelghem (bronnen vermelden ook Marguerite Cabiliau). Hij werd burggraaf van Oudenaarde omstreeks 4 februari 1422.
        - Wauter I van Rechem (????-1458), burggraaf van Oudenaarde en heer van Kerkhove, huwde in 1430 met Marie de Grammez.
          - Yde van Rechem, echtgenote van ridder Josse van der Heyden
          - Richard van Rechem (1450-????), huwde Jehanne de Schietere
          - Wauter II van Rechem (1459-1490 of 1505), burggraaf van Oudenaarde en heer van Kerkhove, huwde met Marguerite van Marcke (de Lumene de Marcke)
            - Josse van Rechem (1480-1512), burggraaf van Oudenaarde en heer van Kerkhove, huwde met Barbe Peeters Stommelins
              - Huwelijk van Filip van Lalaing en Florence van Rechem te HoogstratenFlorence van Rechem (Oudenaarde c. 1510 - na 1592), huwde in august 1527 met Filips van Lalaing (1503-1550), zoon van de eerste graaf van Hoogstraten Antoon I van Lalaing en Isabeau de Haubourdin. Zij waren de voorouders van de tak De Lalaing-La Mouillerie met hun kinderen Isabelle en Jacques [6].

## Rekkem
De familie verscheen op het gelijknamige grondgebied van Rekkem voor 1205 en leverde meerdere heren voor de lokale heerlijkheden. Ze waren zeker nog tot in 1528 eigenaar van de Rekkemse heerlijkheid ten Kerkhove. 